# Александр Вальзер
Александр Вальзер (народився 16 липня 1976 року в Лозанні) — швейцарський співак, ді-джей, автор пісень і продюсер звукозапису в Лос-Анджелесі, Каліфорнія. Вальзер вперше став відомим як учасник німецької євроденс- групи Fun Factory, з якою він гастролював по всьому світу.

## Життєпис
Вальзер народився в Лозанні, Швейцарія, в сім'ї ліхтенштейнської матері та африканського батька. Пізніше він став радіоведучим у Ліхтенштейні на Radio Liechtenstein, а потім гастролював по всьому світу як ді-джей. Після роботи на радіо Вальзера попросили приєднатися до німецької євроденс-групи Fun Factory після того, як її залишив учасник Тоні Коттур.
Пізніше Вальзер написав книгу Musicians Make It Big: An Insider Reveals the Secret Path to Break in Today's Music Industry та заснував голлівудський звукозаписний лейбл Cut the Bull Entertainment. Він є продюсером і ведучим щотижневого синдикованого US TOP 20 Show і колишнім ведучим щотижневого радіошоу Al Walser's Weekly Top 20.
У 2008 році вийшов його дебютний альбом Heart Breaker. Walser випустив сингл «Living Your Dream» у співпраці з американським співаком Джермейном Джексоном у 2009 році. У серпні 2012 року він випустив пісню «I Can't Live Without You», а пізніше був номінований на 55-у щорічну музичну премію «Найкращий танцювальний запис». Нагороди Ґреммі. У 2015 році він випустив свій сольний альбом «Al Walser Comes 2 Life!».
В інтерв'ю Spin Александр Вальзер розповідає про свою музику та кар'єру після вручення премії «Ґреммі» 2013 року. Він говорить про свої стосунки з Богом і про те, як його духовність керує його кар'єрою. Вальзер каже: «Бог дійсно мій директор і мій провідник». Александр Вальзер випустив новий сингл і кліп «OCD» 1 серпня 2014 року. Алан Кросс зробив рецензію на пісню на своєму вебсайті A Journal of Musical Things! Кросс каже, що пісня йому подобається, і «зізнаюся, я ніколи раніше не чув про Александра Вальзера, але, враховуючи мою схильність до індастріалу/металу, мені доведеться придивитися до цього хлопця».

## Суперечки
Номінація Вальзера на Ґреммі за пісню «I Can't Live Without You» привернула велику увагу через її непомітність порівняно з іншими номінантами. Кілька відомих виконавців танцювальної музики негативно відреагували на номінацію, зокрема німецький музикант Зедд, який заявив, що Вальзер використав елементи його пісні «Spectrum» в одному з реміксів без дозволу. Кілька засобів масової інформації припустили, що членство Вальзера в Національній академії мистецтв і наук звукозапису та голосування за премію «Ґреммі» могло вплинути на його номінацію. Вальзер відкинув ці претензії, натомість приписав свою номінацію «чудовій музиці» та «провідній ролі». В інтерв'ю FUSE TV Вальзер спробував пояснити бурхливу реакцію, яку він викликав у музиці, сказавши: «Деякі люди платять гроші під столом або обмінюються сексуальними послугами; і я вийшов із них чистим». Серед негативної уваги також були засоби масової інформації, яким сподобався Александр Вальзер та його бунтарський стиль. Зел Маккарті з Billboard написав: «Його ставлення відображає унікальне розуміння музичної індустрії в цілому».

## Дискографія

### Студійні альбоми
| Альбом                  | Деталі альбому                                                                                 |
| ----------------------- | ---------------------------------------------------------------------------------------------- |
| Серцерозбивач           | - Випущено: 8 вересня 2008 року - Виробник: Blisstunes - Формати: CD, цифрове завантаження     |
| Al Walser Comes 2 Life! | - Випущено: 21 серпня 2015 року - Мітка: Cut The Bull Ent. - Формати: CD, цифрове завантаження |

### Сингли
| Назва                                           | Рік      | Альбом              |
| ----------------------------------------------- | -------- | ------------------- |
| «Жити своєю мрією» (з Джермейн Джексон)         | 2009 рік | Позаальбомний сингл |
| «Я не можу жити без тебе»(разом з Ольгою Левіт) | 2012 рік | Позаальбомний сингл |